# TAME (Fluggesellschaft)
TAME – Línea Aérea del Ecuador war eine ecuadorianische Fluggesellschaft mit Sitz in Quito und Basis auf dem Aeropuerto Internacional Mariscal Sucre.

## Geschichte

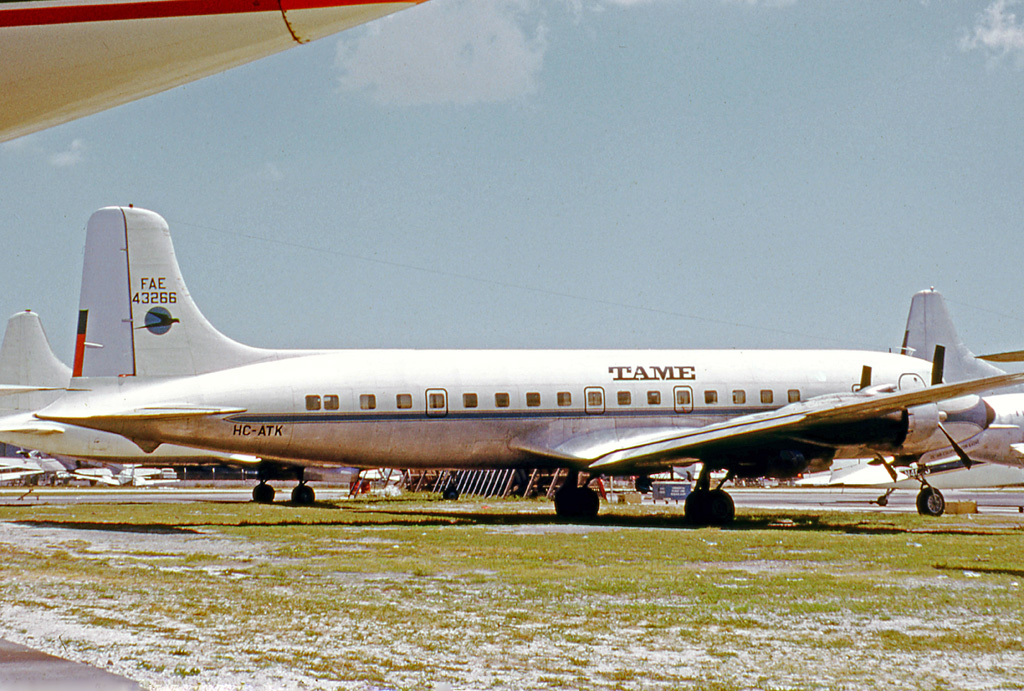
Eine Douglas DC-6 der TAME, Miami 1972

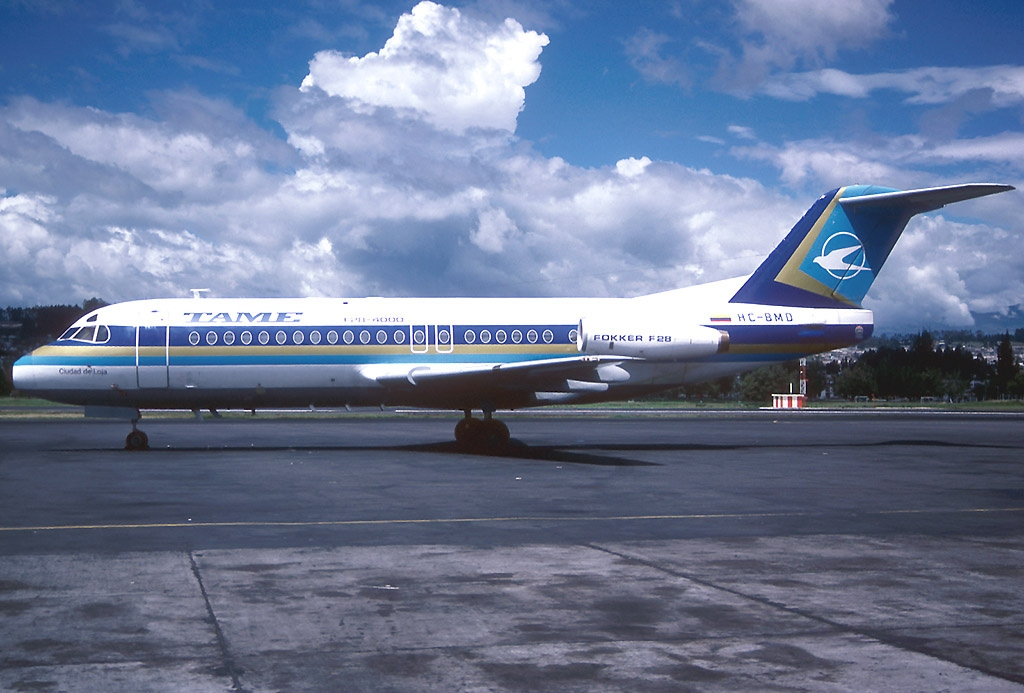
Ein Fokker F28 der TAME, Quito 1988

Im Jahr 1962 organisierte die Luftwaffe von Ecuador einen Transportservice in das Landesinnere, um die schlechte Infrastruktur des Landes zu verbessern. Der Name TAME leitet sich ab von Transportes Aéreos Militares Ecuatorianos. Mit zwei Douglas DC-3 startete die Transportes Aereos Militares genannte Fluggesellschaft ihre erste Verbindung in die entlegenen Gebiete des Landes, die durch andere Fluggesellschaften nicht bedient wurden. Dazu gehörten auch die Galápagos-Inseln im Pazifik, die nun ein- bis zweimal monatlich angeflogen wurden. Bis zur Einführung der Douglas DC-6 erhielten die DC-3 Zusatztanks, um die weite Strecke befliegen zu können.
Im Jahr 1970 erhielt die Fluggesellschaft Turbopropflugzeuge des Typs Hawker Siddeley HS 748, die einige DC-3 der Flotte ablösten. Die letzten DC-3 verließen jedoch erst Anfang der 1990er-Jahre die Flotte. Noch im selben Jahr, 1970, wurde TAME formell vom Militär gelöst und in eine Aktiengesellschaft umgewandelt. Trotzdem blieb sie im Staatseigentum. Im Jahr 1972 wurde von TAME das regionale Streckennetz der Compania Ecuatoriana de Aviación übernommen und Flugzeuge der Typen Lockheed L-188 Electra und Douglas DC-7 eingesetzt.
Im Jahr 1980 kam mit einer Boeing 727-200 das erste Strahlflugzeug zur Flotte und im folgenden Jahr, 1981, eine Boeing 737-200. In den Jahren 1984 und 1985 kamen gebrauchte Boeing 727-100 dazu.
Im Jahr 1992 wurde mit der Stadt Cali das erste internationale Ziel angeflogen. In der Folgezeit war TAME auch als Zubringer für Air France und Lufthansa ab Caracas tätig, und die Gesellschaft flog Havanna und Miami an. In den 1990er-Jahren hatte TAME einige schwere Unfälle mit ihren Maschinen. So wurde oft und lange über den Sicherheitsstandard der Fluggesellschaft diskutiert.
Nachdem TAME bereits zwei Embraer 170 erhalten hatte, bekam die ecuadorianische Fluggesellschaft im Juni 2006 eine neue Embraer 190 geliefert, von der inzwischen noch zwei weitere Einheiten übernommen wurden. Mit der Ausflottung der letzten Boeing 727-200 Mitte des Jahres 2009 wurde die Modernisierung der Flotte abgeschlossen.
Die Gesellschaft wird bis heute vom Militär geleitet. Zwar beschäftigt sie überwiegend ziviles Personal, die weitaus meisten Führungspositionen sind jedoch mit Luftwaffenoffizieren besetzt.
TAME Airlines beantragte im Mai 2020 die Liquidation des Unternehmens und wird damit aufgelöst. Sie plante, den Flugbetrieb im Mai 2020 einzustellen.

## Flotte

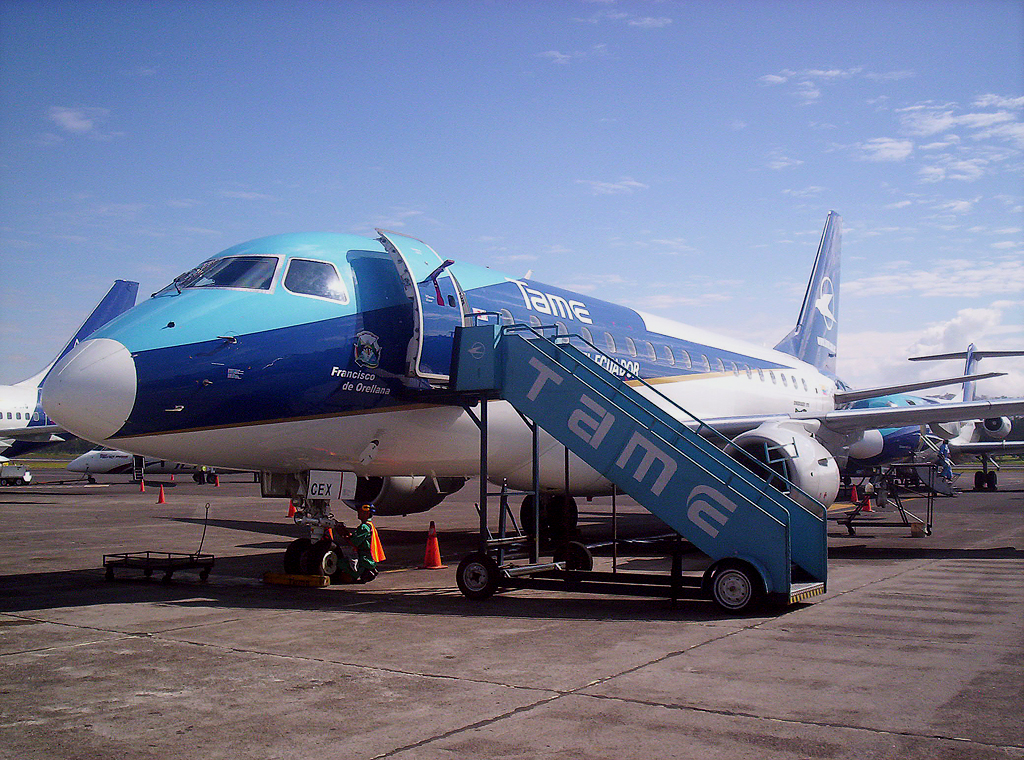
Eine Embraer 170 der TAME in alter Bemalung

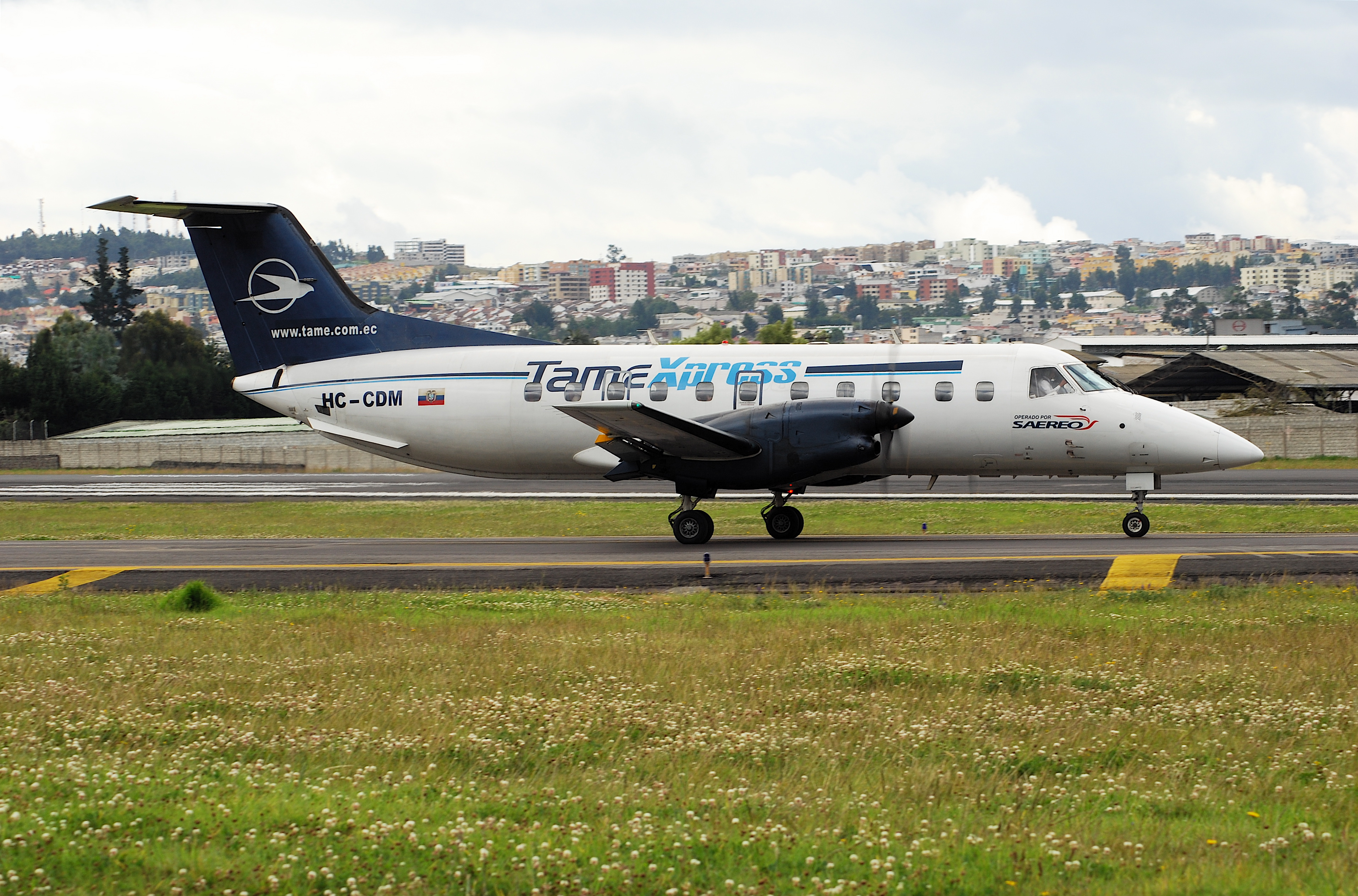
Eine Embraer EMB 120 der TAME, Quito 2008

### Aktuelle Flotte
Mit Stand März 2020 bestand die Flotte der TAME aus acht Flugzeugen mit einem Durchschnittsalter von 11,6 Jahren:
| Flugzeugtyp     | Anzahl | bestellt | Anmerkungen | Sitzplätze |
| --------------- | ------ | -------- | ----------- | ---------- |
| ATR 42-500      | 3      |          |             |            |
| Airbus A319-100 | 1      |          |             |            |
| Airbus A320-200 | 1      |          |             |            |
| Embraer 190     | 3      |          |             |            |
| Gesamt          | 8      | -        |             |            |

### Ehemalige Flugzeugtypen
Zuvor betrieb TAME auch folgende Flugzeugtypen:
- Airbus A330-200
- Beechcraft King Air
- Boeing 727-100
- Boeing 727-200
- Boeing 737-200
- Boeing 757
- Douglas DC-3
- Douglas DC-6
- de Havilland Canada DHC-6 Twin Otter
- Embraer EMB 120 Brasilia
- Embraer 170
- Fokker F28 Fellowship
- Hawker-Siddeley HS 748
- Lockheed L-188 Electra
- Lockheed C-130 Hercules
- Quest Kodiak

## Zwischenfälle
Von der Gründung 1962 bis zur Betriebseinstellung 2020 kam es bei TAME zu 15 Totalschäden von Flugzeugen. Bei 8 davon kamen 340 Menschen ums Leben. Auszüge:
- Am 6. September 1969 wurde eine Douglas DC-3-209 der TAME Ecuador (Luftfahrzeugkennzeichen FAE1969) auf dem Weg von Quito nach Manta entführt. Die Entführer erschossen ein Crewmitglied. Nach Tankstopps in Tumaco (Kolumbien), Panama-Stadt (Panama) und Kingston (Jamaika) landete das Flugzeug schließlich in Kuba. Laut den Entführern sei die Aktion eine Vergeltung für den Tod mehrerer Studenten bei Antiregierungs-Protesten im Mai 1969 an der Universidad de Guayaquil.[8]

- Am 20. Januar 1976 kollidierte eine Hawker Siddeley HS-748-246 Srs. 2A der TAME Ecuador (HC-AUE/FAE 683) kurz nach dem Start vom Flughafen vom Flughafen Catamayo (Loja, Ecuador) mit Bäumen und anschließend mit einem Berg. Von den 42 Insassen kamen 34 ums Leben, alle sechs Crewmitglieder und 28 Passagiere.[9]

- Am 22. Mai 1981 kollidierte eine de Havilland Canada DHC-6 Twin Otter 300 der TAME Ecuador (HC-BAX/FAE 457) nahe Zumba (Provinz Zamora Chinchipe) mit einem Berg. Alle 18 Insassen starben.[10]

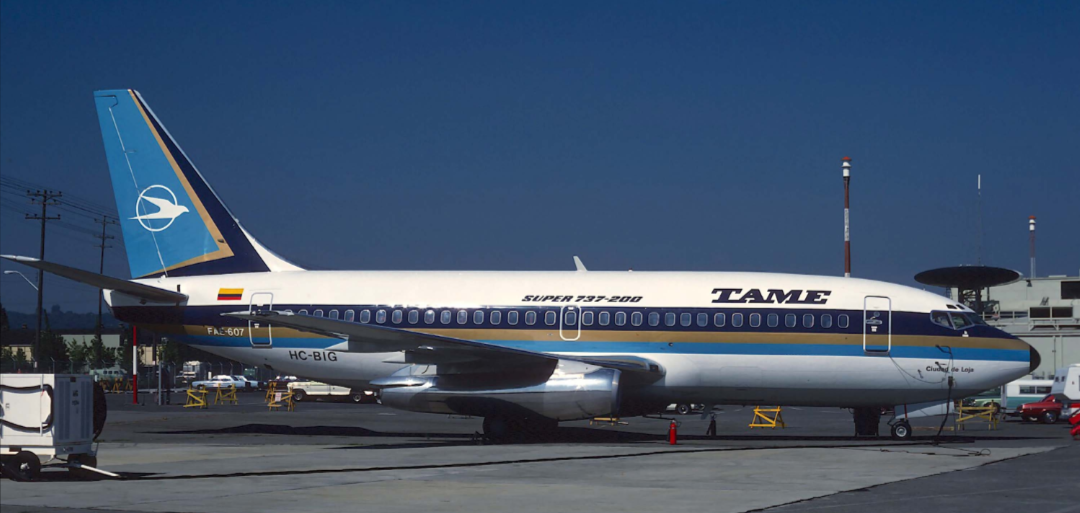
Die am 11. Juli 1983 gegen einen Berg geflogene Boeing 737-200 HC-BIG, Seattle 1981

- Am 11. Juli 1983 wurde eine Boeing 737-200 der TAME Ecuador (HC-BIG) im Landeanflug auf den Flughafen Cuenca gegen einen Gebirgskamm geflogen und stürzte 1,5 Kilometer vor der Landebahn in hügeligem Gelände ab. Durch diesen CFIT (Controlled flight into terrain) wurden alle 119 Personen an Bord getötet. Berichten zufolge verfügte der Kapitän nicht über eine zureichende Flugkompetenz für diesen Flug (siehe auch TAME-Ecuador-Flug 173).[11]

- Am 20. November 1984 kollidierte eine de Havilland Canada DHC-6 Twin Otter 300 der TAME Ecuador (HC-BCG/FAE 446) nahe der Grenze zu Peru mit einem Berg. Alle 14 Insassen starben.[12]

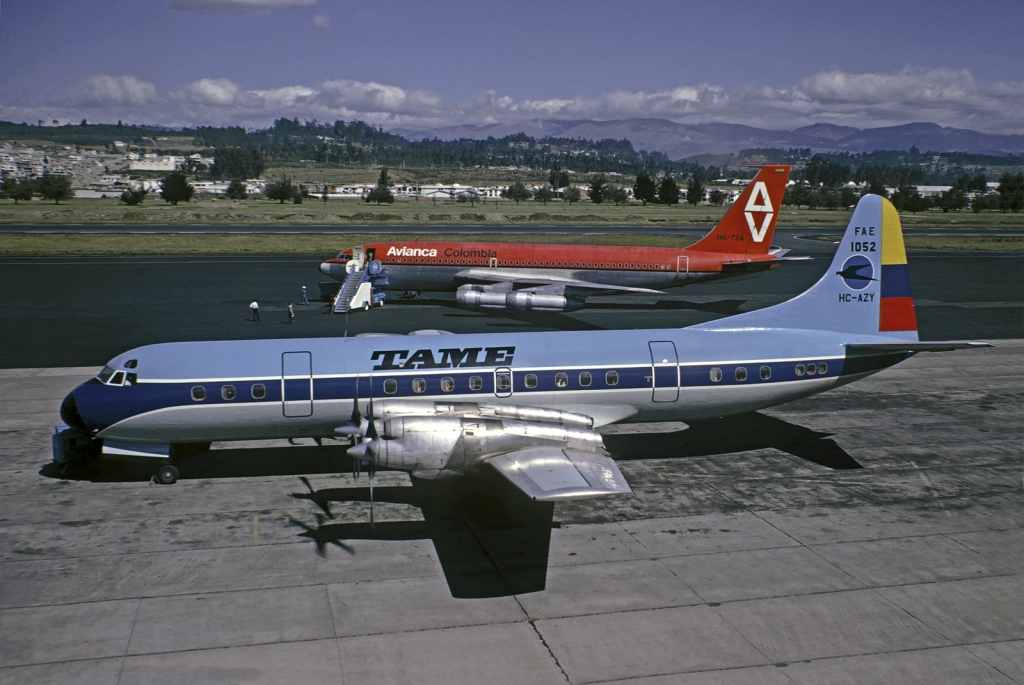
Eine Lockheed L-188 Electra der TAME, baugleich mit den 1988 und 1989 verunglückten Maschinen

- Am 23. Juni 1987 überrollte eine Hawker Siddeley HS 748-285 2A LFD der TAME Ecuador (HC-BAZ) auf dem Flughafen Lago Agrio (Nueva Loja, Argentinien) nach einem elektrischen Ausfall mit eingefahrenen Landeklappen das Landebahnende. Das Flugzeug wurde irreparabel beschädigt, jedoch nach einer Restaurierung im Luftwaffenmuseum Quito ausgestellt. Alle Insassen, einschließlich der 38 Passagiere, überlebten den Unfall.[13]

- Am 12. September 1988 stürzte eine Lockheed L-188A Electra der TAME Ecuador (HC-AZY) kurz nach dem Start vom Flughafen Lago Agrio (Nueva Loja) ab. Beim Start war das Triebwerk Nr. 2 (links innen) nicht in Betrieb, kurz nach dem Start explodierte das Triebwerk Nr. 1 (links außen) und das Flugzeug stürzte ab. Alle sieben Insassen starben (siehe auch Flugunfall einer Lockheed L-188 Electra der TAME Ecuador am Flughafen Lago Agrio).[14]

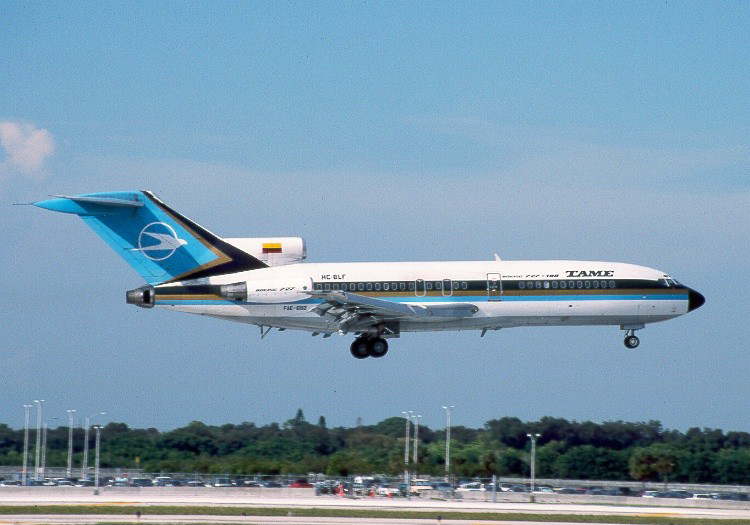
Die am 28. Januar 2002 verunglückte Boeing 727-134

- Am 20. April 1998 wurde eine Boeing 727-230 der TAME Ecuador (HC-BSU), die auf einem Flug der Air France eingesetzt wurde, nach dem Start vom Flughafen Bogotá in einen Berghang geflogen (CFIT, Controlled flight into terrain). Statt 3,6 km nach dem Landebahnende rechts abzubiegen, flogen die Piloten bis zum Aufprall 10 km weiter geradeaus. Alle 53 Insassen wurden getötet. Es handelte sich um die ehemalige D-ABKS der Lufthansa (1979–1993) (siehe auch Air-France-Flug 422).[15]

- Am 28. Januar 2002 wurde eine Boeing 727-134 der TAME Ecuador (HC-BLF) im Anflug auf den Flughafen Tulcán in die Flanke des Vulkans Nevado el Cumbal geflogen (CFIT, Controlled flight into terrain). Alle 94 Insassen wurden getötet (siehe auch TAME-Flug 120).[16]